# OSAKA 후쿠시마 타워
OSAKA 후쿠시마 타워(OSAKA福島タワー 오사카후쿠시마타와[*], OSAKA 후쿠시마 타워)는 오사카부 오사카시 후쿠시마구 후쿠시마 (오사카시)에 위치하고 있는 초고층 맨션이다.

## 개요
건설 부지에는 예전까지만 해도 오사카 닛산 자동차가 위치하고 있었던 것으로 알려져 왔다. 그러나 해당 철거 지역에 건설된 건축물이 지금의 오사카 후쿠시마 타워이다. 2008년에 정식으로 착공, 2011년에 준공되어 오늘에 이른다.
- 지하 1층 : 주차장
- 지상 1층 : 입구
- 지상 2 ~ 45층 : 분양 주택

## 교통 시설

### 도로
- 국도 제1호선

### 철도
- 오사카 메트로 미도스지선 우메다역 도보 24분
- 오사카 메트로 센니치마에선 다마가와역 도보 8분 혹은 노다한신역 도보 8분
- 서일본 여객철도 오사카 순환선 후쿠시마역 도보 5분
- 게이한 나카노시마선 나카노시마역 도보 10분
- 한신 본선 후쿠시마역 도보 8분 혹은 노다역 도보 7분

## 인접 시설
- 시모후쿠시마 공원(일본어판)

## 같이 보기
- 오사카부의 마천루 목록